# Monarquia de Portugal
A Monarquia de Portugal foi o regime político que vigorou em Portugal entre 1143 e 1910, compondo-se de quatro dinastias sucessivas: Dinastia de Borgonha (ou Afonsina), Avis, Habsburgo (ou Filipina), e Bragança.

## Dinastia de Borgonha
A Dinastia de Borgonha, também chamada Dinastia Afonsina (pelo elevado número — quatro — de soberanos chamados Afonso) foi a primeira dinastia do Reino de Portugal. Começou em 1096, ainda como Condado Portucalense (autonomizado como Reino de Portugal em 1139–1143) e terminou em 1383.
Afonso Henriques tornou-se Príncipe de Portugal depois de vencer os nobres galegos, os Peres de Trava, aliados de sua mãe, D. Teresa, na batalha de São Mamede em 1128. Foi apenas em 1179 que o papa Alexandre III reconheceu Portugal como um Estado independente, o que na época era fundamental para a aceitação do reino no mundo cristão. D. Sancho I sucedeu ao seu pai Afonso Henriques. À semelhança do anterior continuou o processo de Reconquista da Península Ibérica sob domínio mouro. A D. Sancho I sucedeu o seu filho D. Afonso II. Em 1223 foi sucedido pelo seu filho Sancho II. O reinado deste não durou muito tempo e em 1248 seu irmão subiu ao trono, D. Afonso III. Foi ele que terminou com a presença muçulmana em Portugal, readaptando o título de Rei de Portugal e do Algarve. Com as fronteiras do território definidas através do Tratado de Alcanizes (1297), D. Dinis, filho de Afonso III e herdeiro da coroa, começou um processo de exploração da terra do reino. Em 1325 sucedeu-lhe D. Afonso IV, cujo filho, D. Pedro I, protagonizou um dos episódios mais conhecidos da História de Portugal, que Luís de Camões incluiu n’Os Lusíadas, o amor de Pedro e Inês de Castro. Com a morte de D. Pedro I, o filho primogénito, D. Fernando subiu ao trono em 1367. Em 1383 sua filha, D. Beatriz, casou-se com D. João Ide Castela, o que complicou a continuidade da dinastia. Em 1383, com a morte de D. Fernando, o reino entra em anarquia total, com a ameaça de anexação pelo reino de Castela. Após a eleição de D. João I como rei nas Cortes de Coimbra de 1385, considera-se iniciada uma nova dinastia, pela quebra na sucessão legítima, ainda que o novo soberano descendesse directamente do rei D. Pedro I.

## Dinastia de Avis

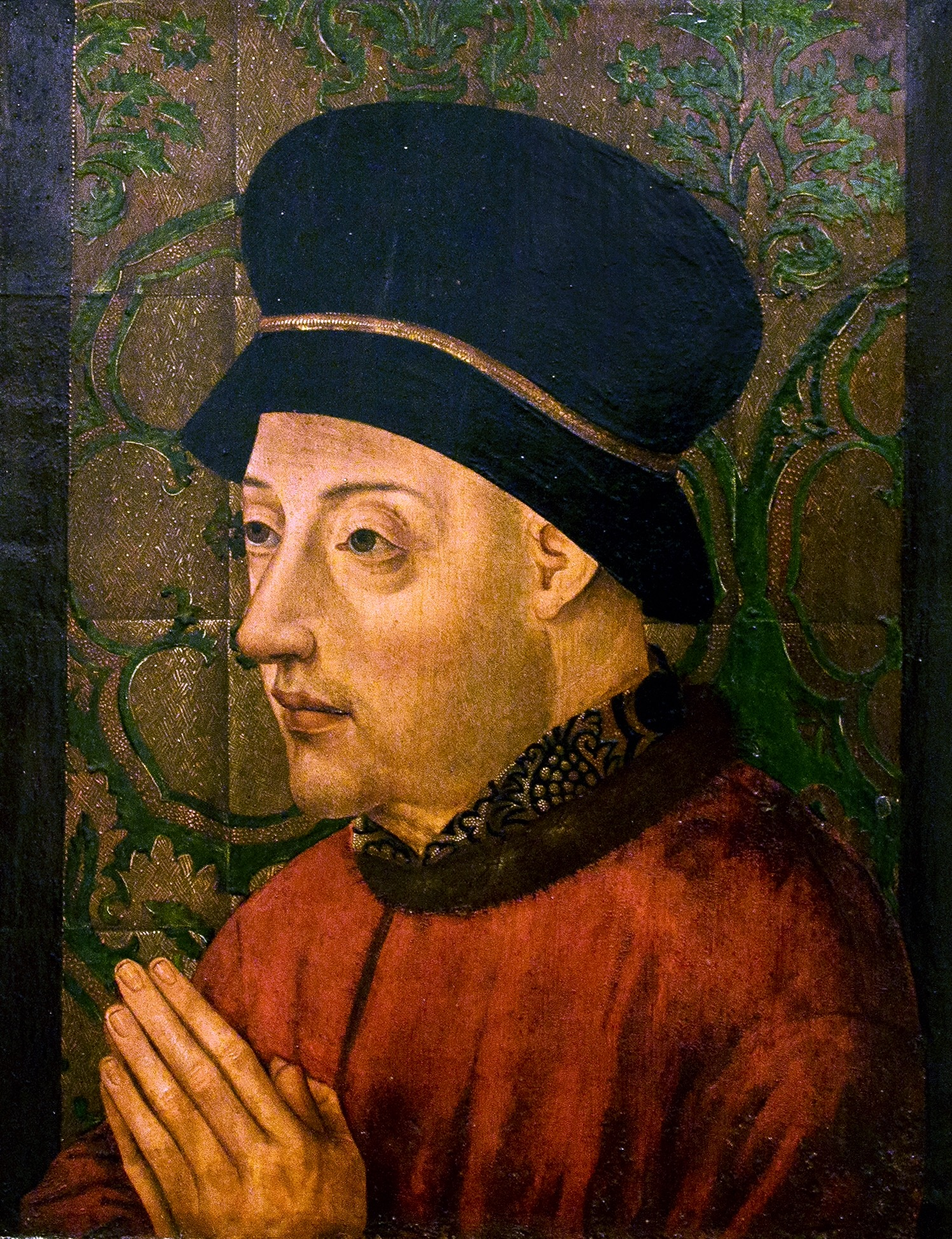
, fundador da dinastia de Avis

Antes disto, e possibilitando isto, dera-se a derrota do partido favorável à rainha destronada, D. Beatriz, mulher de João I de Castela, definitivamente vencido na batalha de Aljubarrota em 14 de agosto de 1385.
Durante o reinado desta dinastia Portugal inicia as grandes navegações e com o passar do tempo começa a colonizar terras em outros continentes e comercializar com outras nações e povos pelo mar.
A Casa de Avis, sucessora familiar da anterior dinastia de Borgonha, reinou no continente português entre 1385 e 1581, quando D. António é vencido no continente português, na batalha de Alcântara, e destronado, sendo aclamado em seu lugar o estrangeiro Filipe II nas Cortes de Tomar desse ano, sob a ameaça do seu exército que já ocupara Lisboa. Mas reina ainda nas Ilhas até 1582, com a queda de Angra do Heroísmo, quando a Ilha Terceira e as restantes ilhas açorianas se rendem à armada invasora do Marquês de Santa Cruz.
A Dinastia de Avis é sucedida pela união pessoal entre as coroas de Portugal e de todos os demais reinos de Filipe II, que deu início à Dinastia de Habsburgo (ou Dinastia Filipina ou Dinastia de Áustria).

## Dinastia Filipina
A Dinastia Filipina ou Dinastia de Habsburgo, também conhecida por Terceira Dinastia, Dinastia dos Áustrias, Dinastia de Espanha ou União Ibérica, foi a Dinastia Real que reinou em Portugal durante o período de união pessoal entre este país e a Espanha, isto é, em que o rei de Espanha era simultaneamente o rei de Portugal.
Os três reis da Dinastia Filipina pertenciam à Casa de Habsburgo e governaram em Portugal entre 1580 e 1 de Dezembro de 1640. Foram:
- Filipe I de Portugal e II de Espanha r. 1580–1598;
- Filipe II de Portugal e III de Espanha r. 1598–1621;
- Filipe III de Portugal e IV de Espanha r. 1621–1640.

## Dinastia de Bragança

### Casa de Bragança

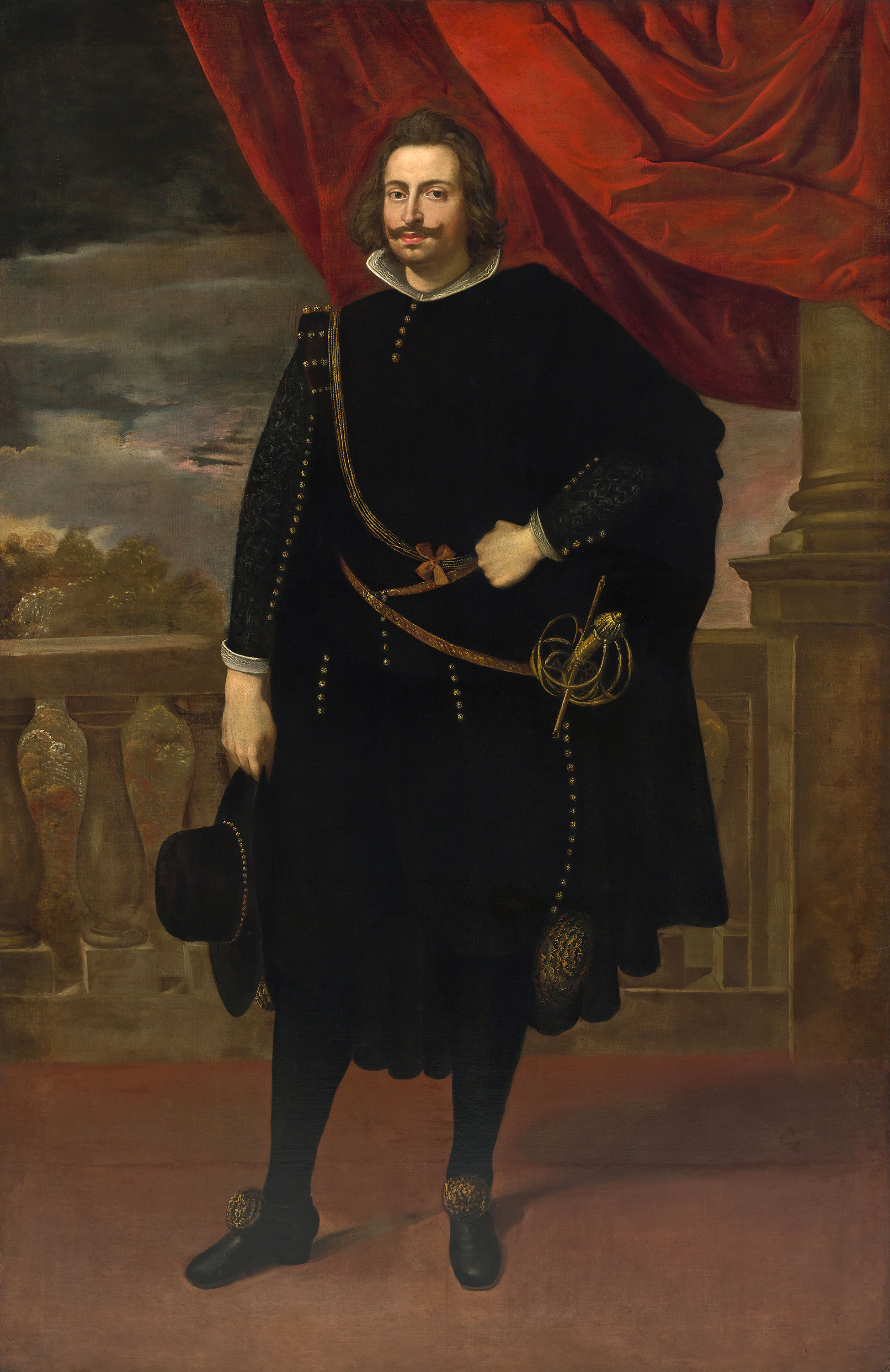
, primeiro rei da Casa de Bragança

A Casa de Bragança, oficialmente titulada como a Sereníssima Casa de Bragança, foi a casa real liderada por uma família nobre portuguesa, que teve muita influência e importância na Europa e no mundo até ao início do século XX, tendo constituído uma nova dinastia e, portanto, a família real, do país e do seu império ultramarino colonial, por quase três séculos, tendo ascendentes nas dinastias anteriores. Tendo sido monarca absoluto até 1820, depois, em decorrência da implantação da monarquia constitucional em Portugal, foi monarca constitucional e acabou por dar origem a uma nova casa real: a Casa de Bragança-Saxe-Coburgo e Gota.
A Casa de Bragança também foi a soberana do Reino Unido de Portugal, Brasil e Algarves e, por via dum ramo colateral, do Império do Brasil. O ramo que fundou e reinou no Império do Brasil é conhecido como a família imperial brasileira, casa real fundada por D. Pedro IV, o qual no Brasil é denominado D. Pedro I, filho de D. João VI.
A Casa de Bragança é uma linha ilegítima da Casa de Avis, que governou Portugal de 1385 a 1580. Por via da Casa de Avis, vem a ser descendente ilegítima da Casa de Borgonha (também chamada Dinastia Afonsina), e, por via da última, também descendente ilegítima da dinastia capetiana. A Casa de Borgonha proclamou a independência do Condado de Portucale em relação ao Reino de Leão em 1139, tendo governado Portugal até 1385, quando a Casa de Avis, um ramo ilegítimo da primeira casa real portuguesa — a Casa de Borgonha — assumiu o trono, como resultado da crise de 1383–1385 em Portugal. Ainda, a primeira casa real portuguesa, da qual a Casa de Bragança descende por via ilegítima, vem a ser descendente da casa real leonesa, por via da mãe de Dom Afonso Henriques — proclamador da independência, fundador do Reino de Portugal e primeiro rei como D. Afonso I -, D. Teresa, nascida infanta de Leão, filha do rei D. Afonso VI de Leão.
A Casa de Bragança viria a reinar em Portugal após a restauração da independência, em 1 de dezembro de 1640, pois Portugal encontrava-se sob o domínio dum ramo espanhol da Casa de Habsburgo e em estado de união política com o Reino de Espanha. O período em que foi casa reinante situa-se entre 1640 e 1836.

### Casa de Bragança-Saxe-Coburgo e Gota

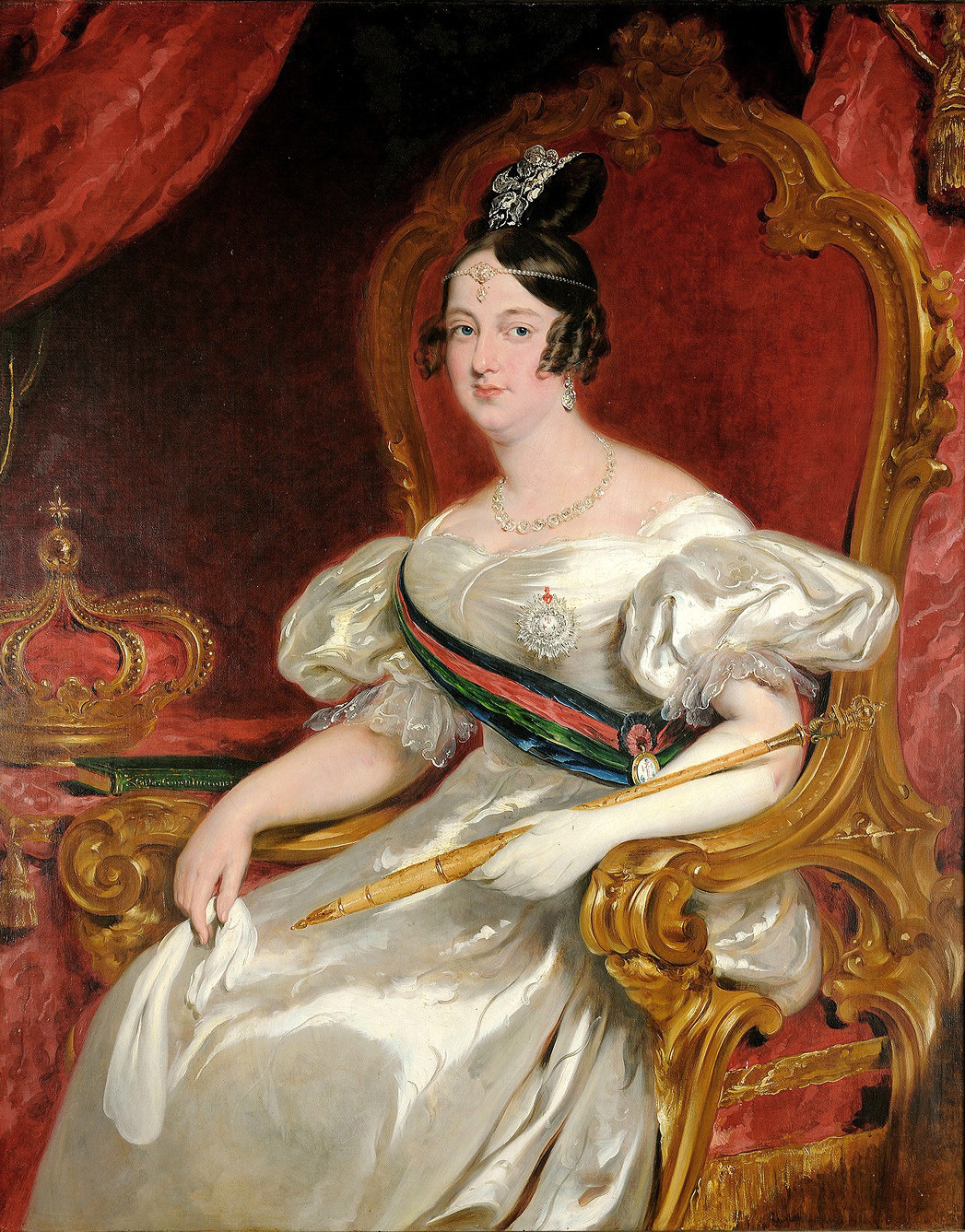

A Casa de Bragança-Saxe-Coburgo e Gota (também chamada Casa de Bragança-Coburgo ou Bragança-Wettin) foi a última casa real que reinou em Portugal entre 1836 e 1910, e resultante de ramo dinástico germânico-português que teve a sua origem na união matrimonial da rainha D. Maria II de Portugal, da Casa de Bragança, com o Príncipe D. Fernando de Saxe-Coburgo-Gota e Koháry, da Casa de Saxe-Coburgo-Gota – dinastia Wettin.
No entanto, em Portugal, as mulheres sempre puderam ser herdeiras e ascender ao trono. Seguindo as leis hereditárias tradicionais portuguesas considera-se que a legitimidade dinástica dos Bragança passou para D. Maria II e para os seus herdeiros, continuando a existir a original Casa de Bragança e não um ramo dinástico separado. 
Considerando-se a existência do ramo de Bragança-Saxe-Coburgo e Gotha, este teria ocupado o trono português desde a ascensão do rei D. Pedro V, em 1853, até ao exílio do rei D. Manuel II, em 1910.
Com a implantação da república em Portugal, a 5 de outubro de 1910, a Casa de Bragança foi decretada extinta e praticamente todos os seus membros foram obrigados a deixar o país devido à aplicação da Lei da Proscrição. Mais tarde, pela Lei n.º 2 040, de 27 de Maio de 1950, a Assembleia Nacional revoga e anula esta lei e os descendentes dos vários ramos da família real portuguesa puderam regressar a Portugal.

## Monarquia constitucional

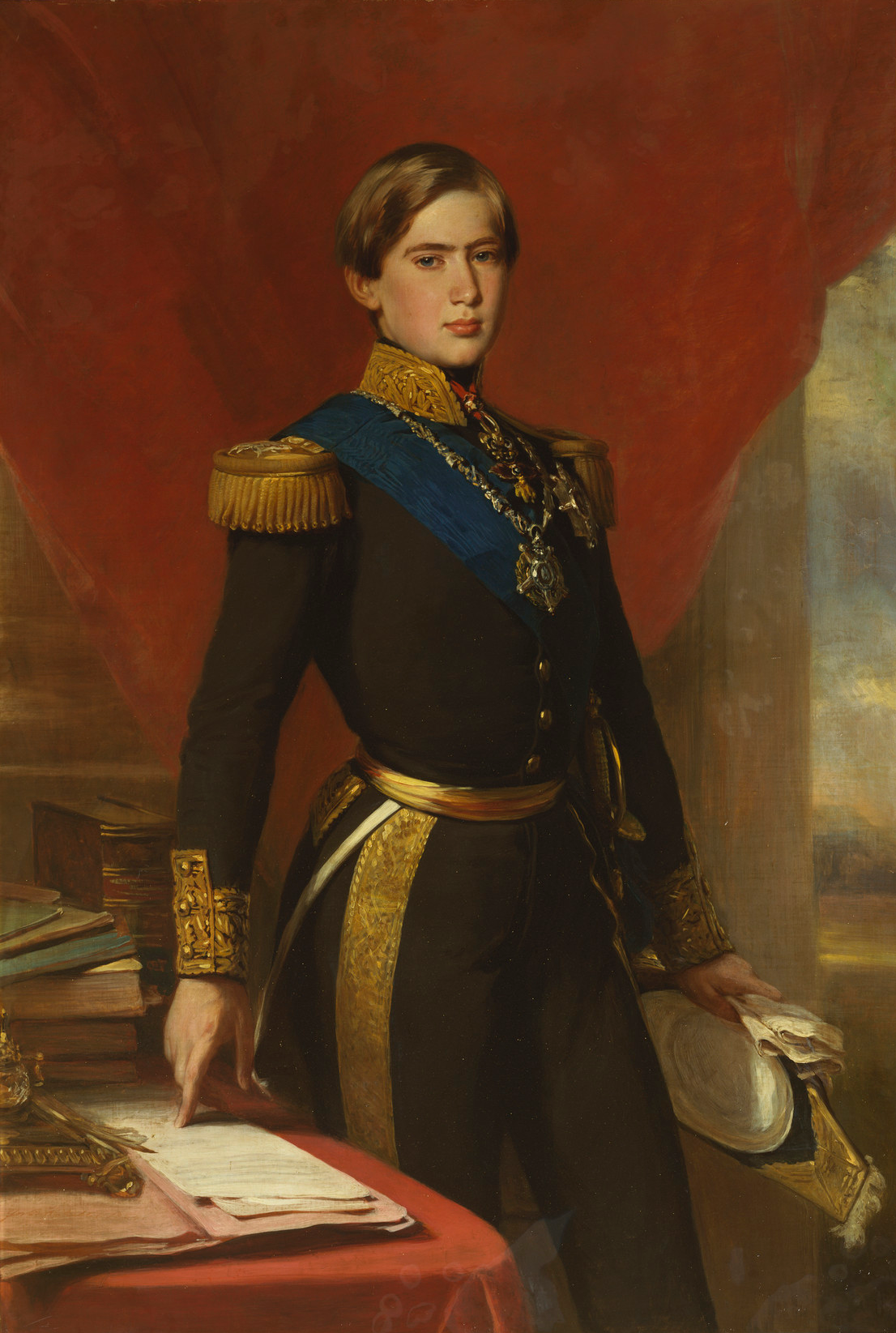

Durante o reinado de D. Maria II, Portugal experimentou um desenvolvimento educacional impulsionado pela rainha que construiu escolas e universidades, também reformulou o sistema educacional português, quando faleceu em 1853, foi sucedida pelo filho D. Pedro V, considerado como um grande monarca por sua generosidade e bondade visitando doentes, ajudando os necessitados, construindo hospitais e instituições de caridade, foi no seu reinado que em 1855, foi inaugurado o primeiro telégrafo elétrico do país e em 1856, a primeira ferrovia ligando Lisboa ao Carregado.
Em 1861, a morte repentina, vítima de febre tifoide, de D. Pedro V aos 24 anos de idade fez com que seu irmão D. Luís I assumisse o trono, no seu reinado surgiram dois importantes partidos políticos, o Partido Regenerador e o Partido Progressista, que se revezavam no poder iniciando um período conhecido como rotativismo, sob o comando do primeiro-ministro Fontes Pereira de Melo, um período de desenvolvimento foi impulsionado, ferrovias foram construídas, fábricas, portos, estradas, também ocorreu a abolição da escravatura em Portugal, o fim da pena de morte, a promulgação do primeiro Código Civil. Em 1884, Portugal propôs a criação da Conferência de Berlim para definir os territórios europeus na África, resultando no Mapa Cor-de-Rosa que pretendia unir as colônias portuguesas de Angola e Moçambique, entretanto a oposição britânica obrigou os portugueses à desistirem do seu projeto no ultimato britânico de 1890, pois os britânicos desejavam construir uma ferrovia que ligasse o Cairo à Cidade do Cabo. Foi também no reinado de Luís I que foi criado o Partido Republicano Português que era composto por membros da Maçonaria e da Carbonária, além disso surgiu movimentos intelectuais como o realismo tendo Eça de Queiroz como grande escritor português do século XIX. O Rei financiou expedições e pesquisas oceanográficas utilizando boa parte de sua fortuna nisso, além de construiu um dos primeiros aquários do mundo. O Rei morreu em 19 de outubro 1889, sendo sucedido pelo filho D. Carlos I.
A 1 de fevereiro de 1908 dá-se o regicídio. Quando regressavam de Vila Viçosa, o rei D. Carlos e o seu filho mais velho, o príncipe real D. Luís Filipe, foram assassinados no Terreiro do Paço, em Lisboa. A 10 de outubro de 1910 estalava uma revolta que provocaria a deposição de D. Manuel II e a criação da República Portuguesa.

## Família real portuguesa

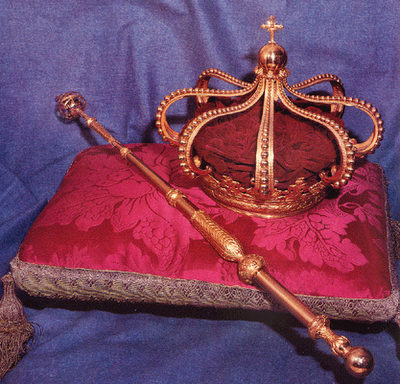
A coroa e ceptro utilizados pelo rei

A família real portuguesa era a família constituída pelo monarca e pelos seus familiares diretos (pai, mãe, esposa, filhos, netos e os bisnetos), que governavam soberanamente o Reino de Portugal.
Após a proclamação da República Portuguesa, a 5 de outubro de 1910, decretou-se a extinção da monarquia constitucional, e Portugal deixou de ter monarca, com a Coroa (entendida como uma pessoa coletiva) se transfigurando na República (também referido como Estado-Administração, pessoa coletiva de direito público). O último rei de Portugal, D. Manuel II, foi deposto por um golpe de estado conhecido como Revolução de 5 de outubro de 1910 e exilou-se no Reino Unido, onde acabou por morrer em 1932, não deixando descendência. Actualmente, reivindicam a titularidade de família real portuguesa os membros titulares da Casa de Bragança-Saxe-Coburgo-Gota, a última casa soberana do Reino de Portugal, assim como do seu extinto império ultramarino.
No passado, aos diversos membros da família real eram reconhecidos os seguintes títulos honoríficos:
- Sua Majestade Fidelíssima (S.M.F.), reservado ao rei e à rainha;
- Sua Alteza Real (S.A.R.), reservado ao herdeiro do trono português (Príncipe Real de Portugal) e ao primogénito deste (Príncipe da Beira);
- Sua Alteza (S.A.), reservado aos infantes (filhos não primogênitos do rei e da rainha);
- Sua Excelência (S.E.), outorgado aos restantes membros da família real (geralmente aos filhos e netos dos infantes), bem como às pessoas que detivessem títulos de nobreza.

### Membros

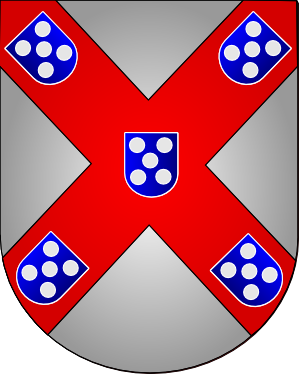
Armas da Sereníssima Casa de Bragança: Escudo de prata, uma aspa de vermelho brocante, carregada de cinco escudetes com as quinas de Portugal

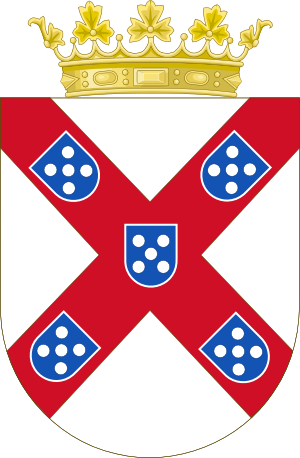
Brasão (estilo moderno) da Casa de Bragança após 1581

#### Aquando da transferência para o Brasil (1808)
- SMF a rainha D. Maria I
  - SAR o infante D. João Maria, Príncipe do Brasil
SAR a infanta D. Carlota Joaquina, Princesa do Brasil
    - SAR o infante D. Pedro de Alcântara, Príncipe da Beira
    - SA o infante D. Miguel Maria
    - SA a infanta D. Maria Teresa
    - SA a infanta D. Maria Isabel
    - SA a infanta D. Maria Francisca
    - SA a infanta D. Isabel Maria
    - SA a infanta D. Maria da Assunção
    - SA a infanta D. Ana de Jesus Maria

  - SAR a infanta D. Benedita, Princesa Viúva do Brasil
  - Família da infanta D. Maria Ana:
    - SA o infante D. Pedro Carlos
- SA a infanta D. Maria Ana

#### Aquando da implantação da República Portuguesa (1910)
- SMF El-rei D. Manuel II
- SM a rainha mãe D. Amélia (mãe de D. Manuel II, desposou D. Carlos I)
- SM a rainha viúva D. Maria Pia (avó de D. Manuel II, desposou D. Luís I)
- SA o infante D. Afonso, 3º Duque do Porto (tio de D. Manuel II, filho de D. Luís I)
- SAR a infanta D. Antónia, Princesa Viúva de Hohenzollern (tia-avó de D. Manuel II, filha de D. Maria II)

## Sucessão
O trono português é o trono atualmente reivindicado pela descendência da Dinastia de Bragança. Esta reivindicação, no entanto, não tem qualquer efeito jurídico na atualidade, visto que a Coroa de Portugal (quando entendida como uma pessoa coletiva) se transfigurou na República (também referida como Estado-Administração, uma pessoa coletiva de Direito Publico) no dia 5 de outubro de 1910.
A Casa Real Portuguesa (atualmente uma instituição privada) segue regras de protocolo estabelecidas na já revogada constituição monárquica (Carta Constitucional de 1826), bem como em leis anteriormente estabelecidas que conferem a honra de Alteza Real aos membros na linha imediata e direta de sucessão (príncipes) e Alteza aos filhos secundogénitos e irmãos do monarca (infantes).
O título dos reis de Portugal era oficialmente Rei de Portugal e dos Algarves d'Aquém e d'Além Mar em África, Senhor da Guiné e do Comércio, da Conquista e da Navegação da Etiópia, Arábia, Pérsia e Índia, etc.
Para se ser rei de Portugal era necessário ser-se de naturalidade portuguesa, católico e descendente da rainha D. Maria II (Carta Constitucional) ou do rei D. João VI (Carta Constitucional, Constituição de 1822).
À data da Proclamação da República, esta era a linha de sucessão ao trono português:
1. Sua Majestade, El Rei D. Manuel II, Duque de Beja
2. Sua Alteza, o Infante D. Afonso de Bragança, Duque do Porto
3. Sua Alteza, a Infanta D. Antónia de Bragança, princesa-viúva de Hohenzollern-Sigmaringen

## Residências
A família real portuguesa usufruiu, durante a existência da monarquia portuguesa, de vários palácios:
Em 1794, o Palácio Real de Queluz tornou-se oficialmente residência oficial da família real portuguesa. Nele nasceu D. Pedro IV de Portugal (Pedro I do Brasil), em 12 de outubro de 1798. Quando da partida dos reis para o Brasil, em 1807, grande parte do recheio do palácio foi despojado. Em 24 de setembro de 1834, já como rei de Portugal, Pedro IV viria a falecer no mesmo quarto em que nascera. A partir desta data entrou em declínio, até que em 1908 o rei D. Manuel II o cedia à Fazenda Nacional.

Bandeira de Portugal (1830-1910) com as armas reais portuguesas

O Palácio da Ajuda foi a residência do rei D. Luís I e da Rainha Maria Pia de Saboia. Aqui nasceram os príncipes D. Carlos {1863-1908) e D. Afonso (1865-1920) ficando a sua infância indubitavelmente ligada a este palácio. Depois da morte de D. Luís em 1889 é D. Carlos, seu filho quem ocupa o trono ao lado da Rainha D. Amélia. Por essa altura D. Carlos e D. Amélia viviam em Belém com os seus filhos, o Príncipe Real D. Luís Filipe e o infante D. Manuel (futuro Manuel II). O Palácio da Ajuda passa novamente para segundo Plano. Fica a habitá-lo a Rainha Mãe, D. Maria Pia, e o seu filho o infante D. Afonso. Sendo reservadas dentro do palácio algumas salas do andar nobre para as cerimónias oficiais do novo reinado. Aqui decorreram os banquetes e recepções de estado em honra de Eduardo VII de Inglaterra, Afonso XIII de Espanha, Guilherme II da Alemanha, Émile Loubet, Presidente da República Francesa, entre outros convidados de estado que visitaram Portugal durante o reinado de D. Carlos. A 1 de Fevereiro de 1908 é assassinado o Rei e o Príncipe herdeiro D. Luís Filipe. Sobe ao trono D. Manuel II, que reside nas Necessidades continuando o Paço da Ajuda reservado para cerimónias de Estado. Dona Maria Pia residiu no palácio até Outubro de 1910, data em que toda a Família Real saiu de Portugal na sequência da instauração da república.
O Palácio de Belém foi a residência oficial dos Príncipes Reais D. Carlos I, Duque de Bragança e sua jovem esposa D. Amélia de Orleães. Aqui nasceram os seus filhos, D. Luís Filipe e D. Manuel II, que foram batizados na capela palatina. Após a subida de D. Carlos ao trono, em 1889, não tendo Belém as dimensões de residência oficial da coroa, D. Carlos e D. Amélia mudaram-se para o Palácio das Necessidades, voltando Belém à sua condição de residência dos convidados estrangeiros.
O Palácio de Mafra foi utilizado como residência de caça.
O Palácio das Necessidades tornou-se residência oficial dos reis da Dinastia de Bragança a partir de D. Maria II de Portugal, excepção feita ao seu filho D. Luís I de Portugal, que preferiu o Palácio Nacional da Ajuda.
O Palácio da Pena era uma das residências preferidas da família real portuguesa. Durante o reinado de Carlos I de Portugal, a Família Real ocupou com frequência o palácio, tornando-se a residência predileta da Rainha D. Amélia, que se ocupou da decoração dos aposentos íntimos. Ali foi servido um almoço à comitiva de Eduardo VII do Reino Unido, aquando da sua visita oficial ao país, em 1903.

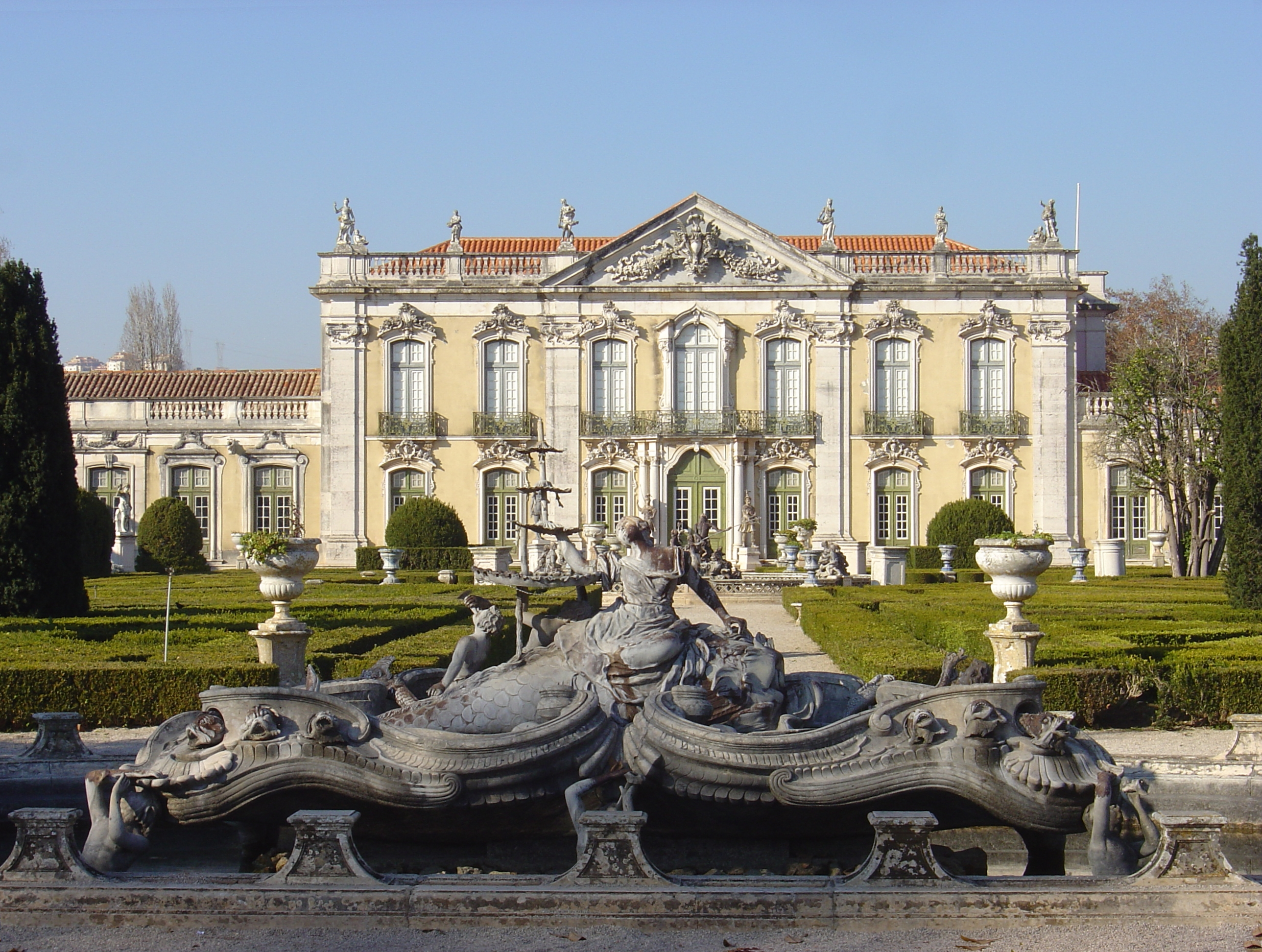
Palácio Real de Queluz
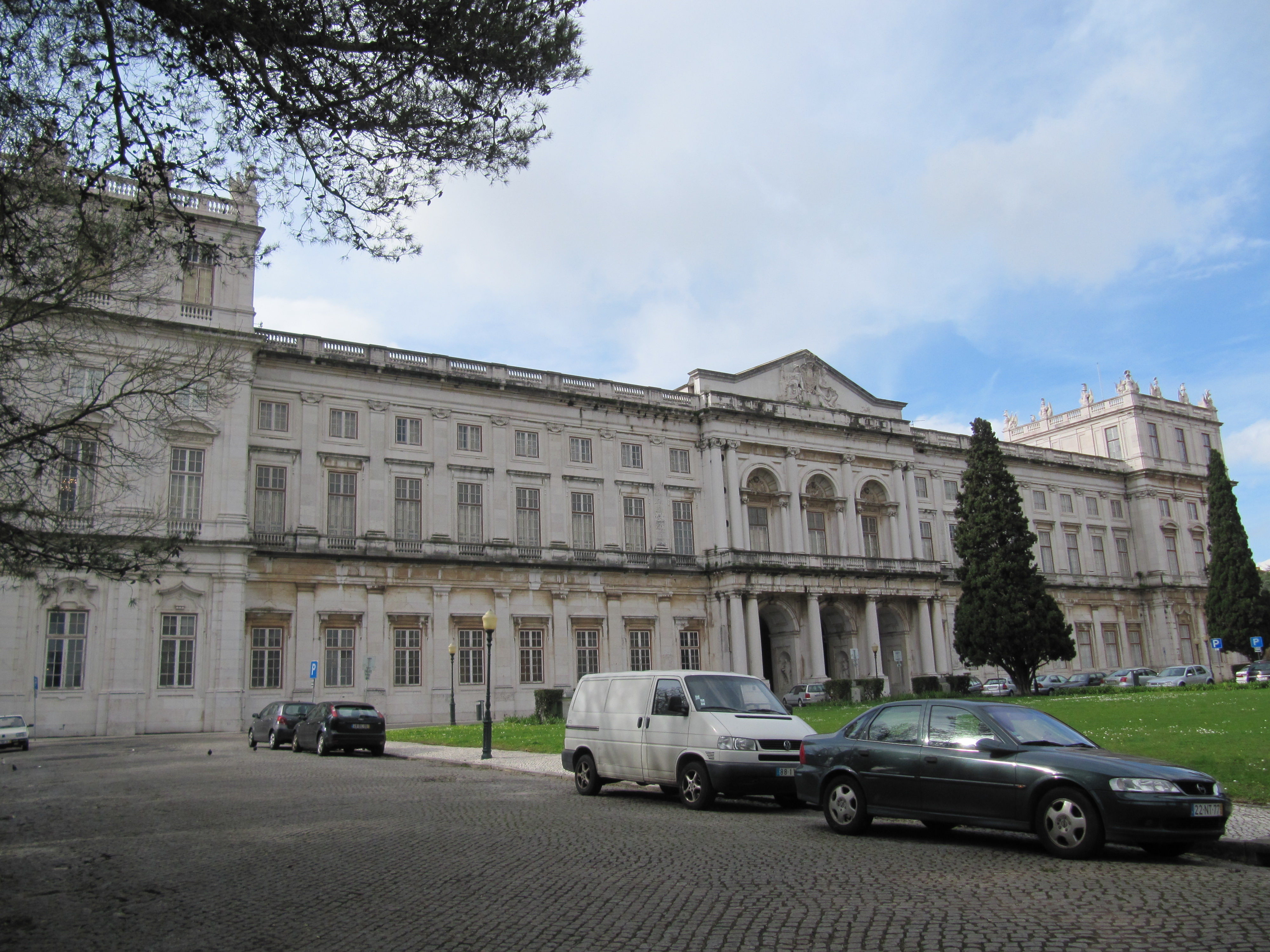
Palácio Nacional da Ajuda
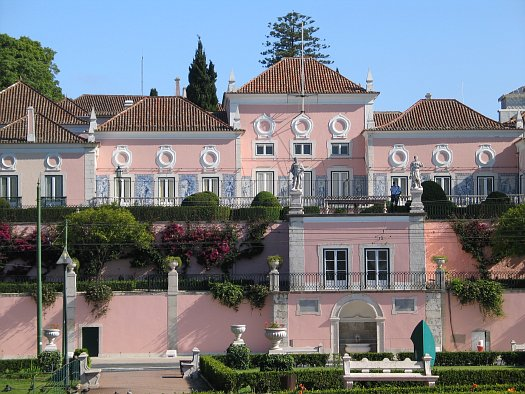
Palácio Nacional de Belém
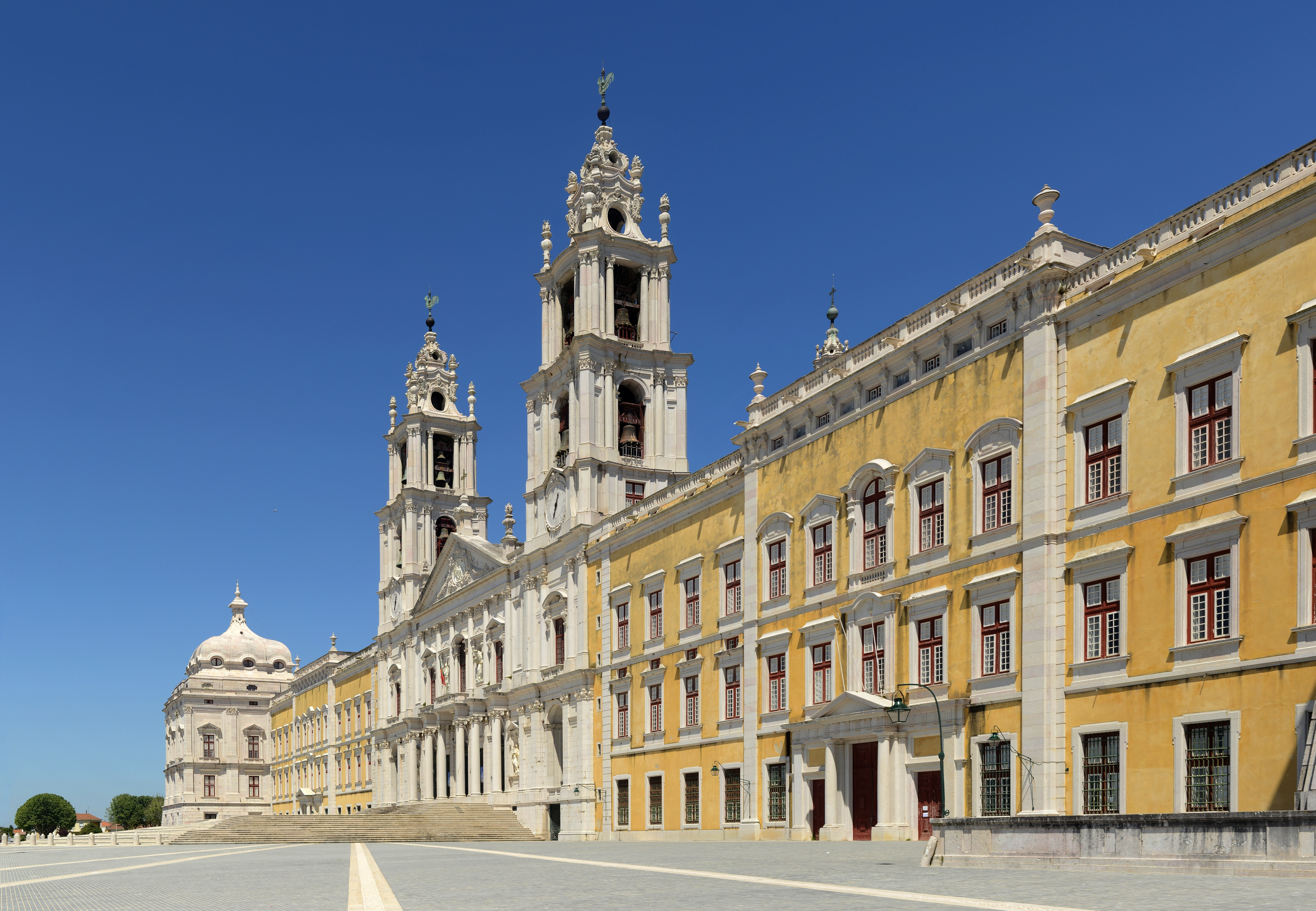
Palácio Nacional de Mafra
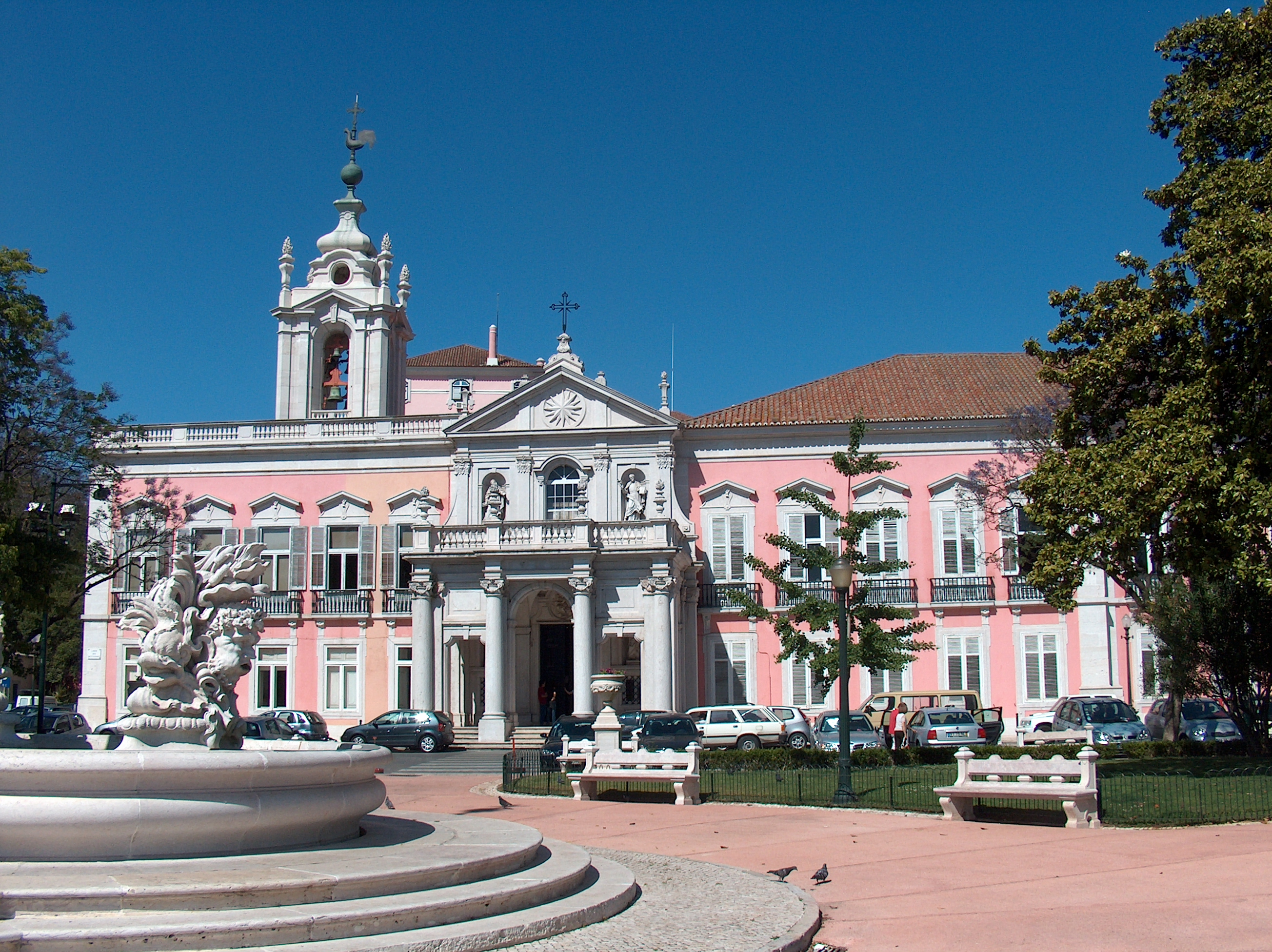
Palácio das Necessidades
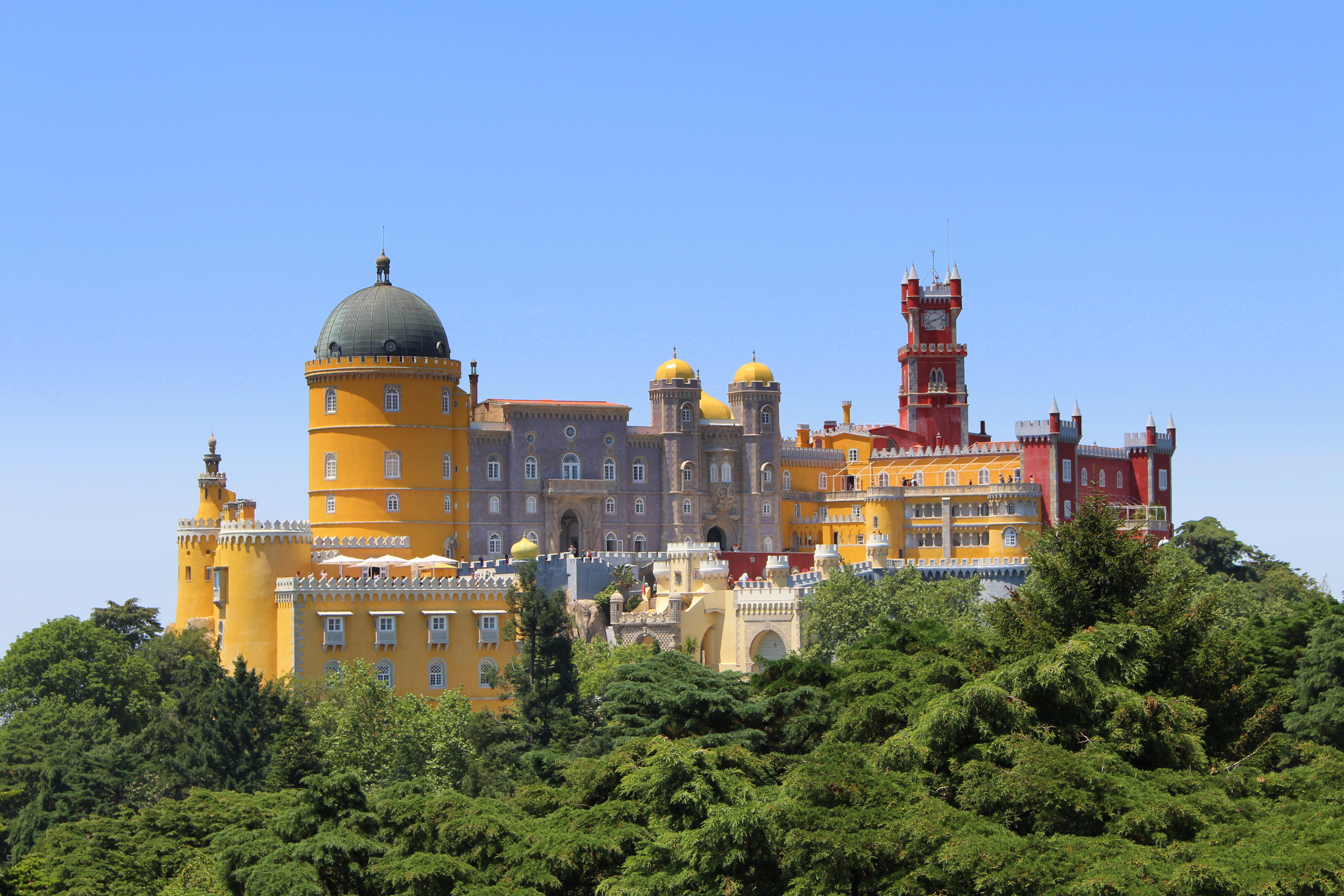
Palácio Nacional da Pena
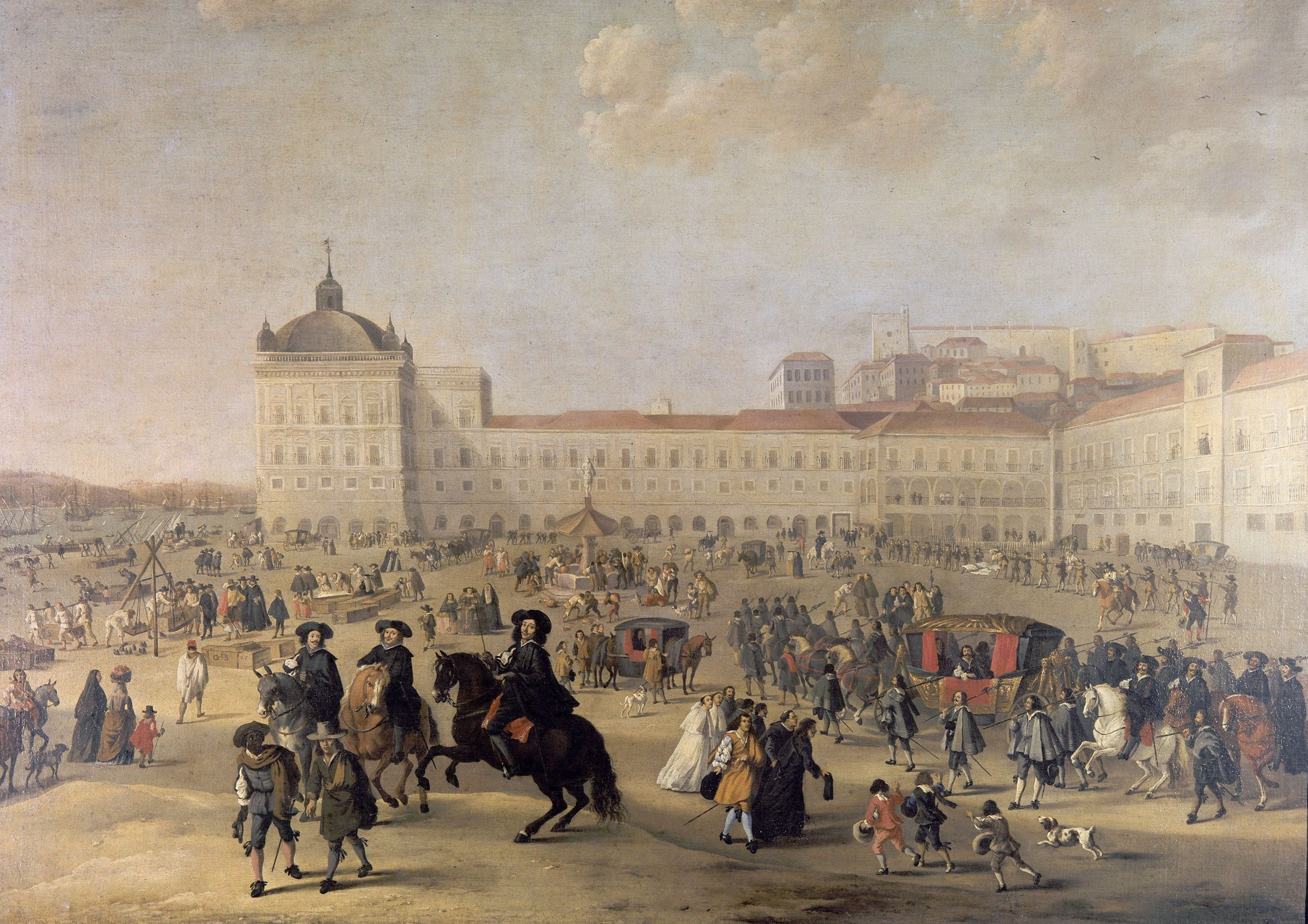
Paço da Ribeira
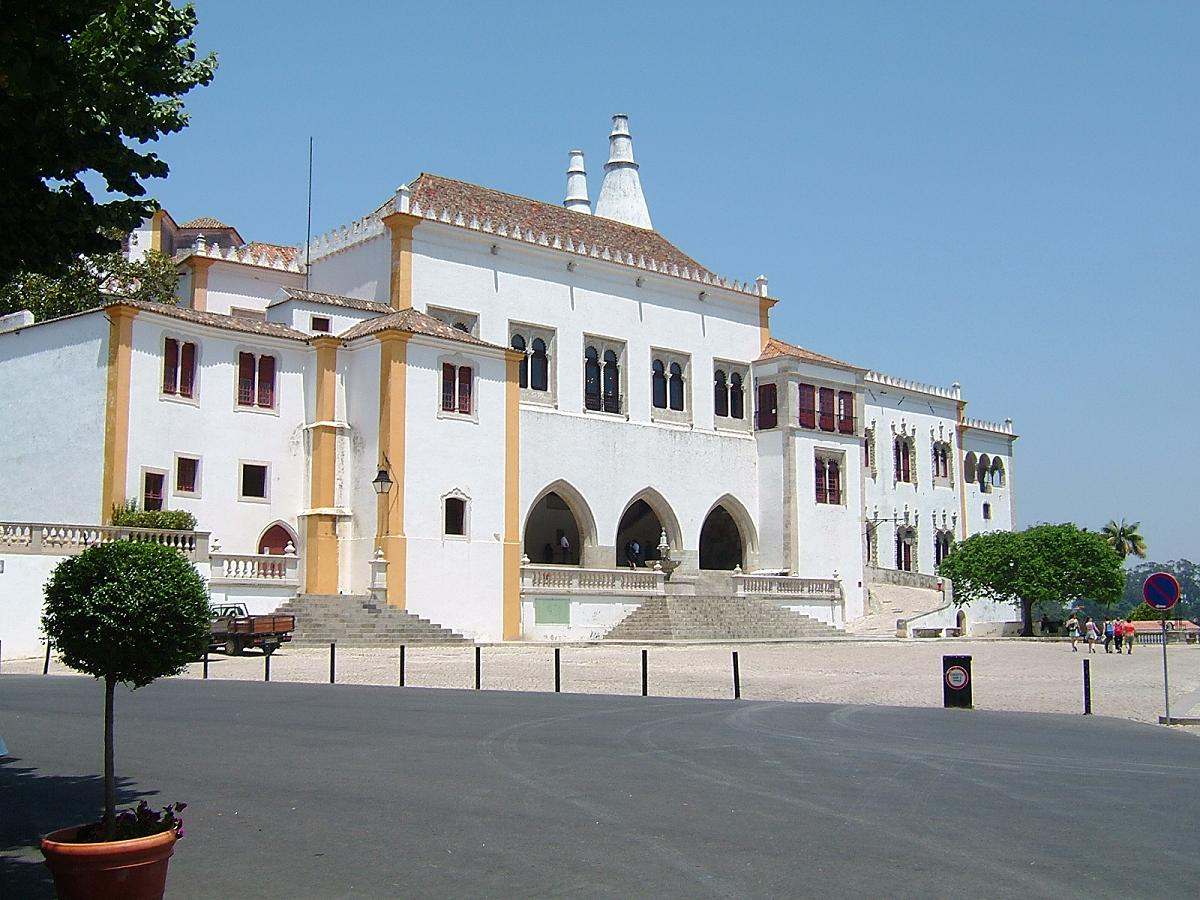
Palácio Nacional de Sintra
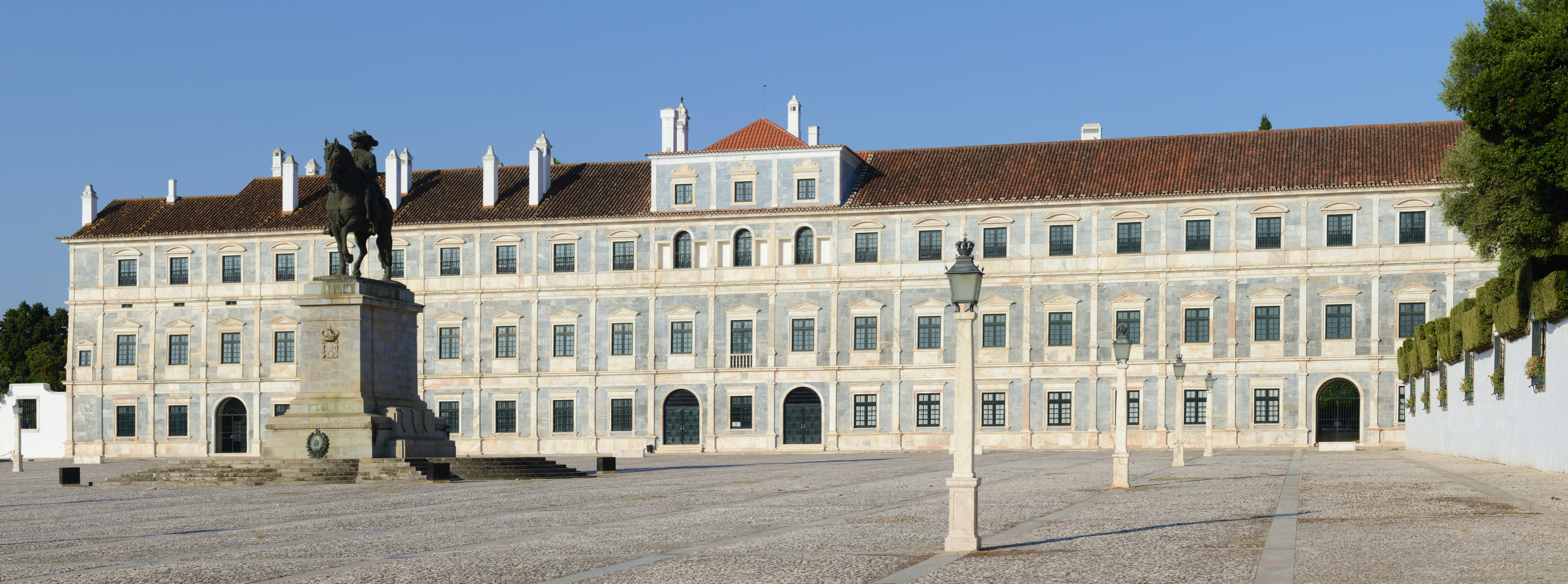
Paço Ducal de Vila Viçosa
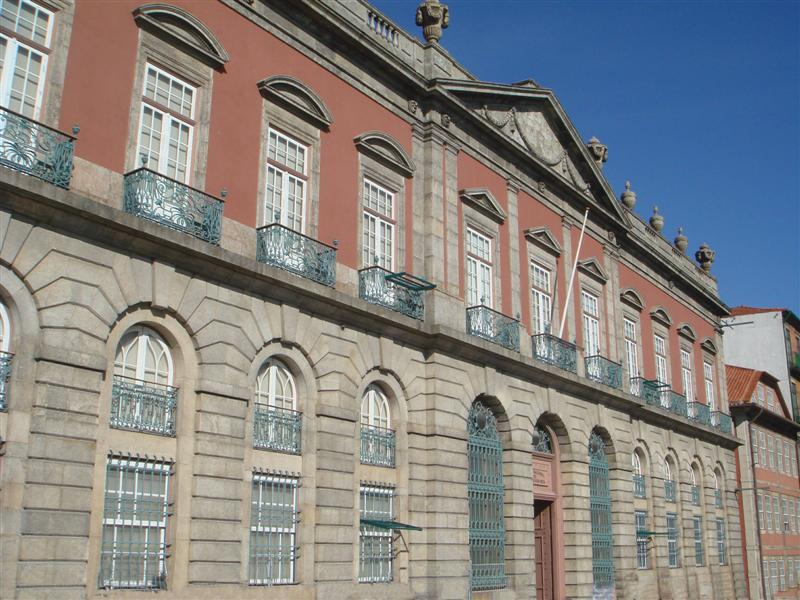
Palácio dos Carrancas

Após o regicídio, a rainha D. Amélia retirou-se ainda mais para o Palácio da Pena, rodeada de amigas e dos seus cães de estimação. Aqui recebia amiúde a visita do filho, Manuel II de Portugal, que nele tinha os seus aposentos reservados.
O Palácio de Sintra foi nos últimos anos do regime monárquico a residência de verão da rainha-mãe D. Maria Pia, a última habitante régia do Paço da Vila de Sintra. Aqui tiveram lugar várias recepções oferecidas pela rainha-mãe aos estadistas que visitavam o seu filho, como o cáiser Guilherme II da Alemanha ou o Presidente de França, Émile Loubet, entre outros.
O Paço Ducal de Vila Viçosa foi uma residência de férias da família real portuguesa. No final do século XIX, o velho paço seria ainda objecto de algumas obras, fruto da predileção que os reis D. Carlos I e D. Amélia tinham por ele. D. Carlos apreciava muito o Palácio calipolense, aqui passando largas temporadas, quando promovia com os seus amigos (raramente trouxe convidados oficiais a Vila Viçosa) grandes caçadas na extensa Tapada ducal de Vila Viçosa. Com efeito, foi neste palácio que o Rei D. Carlos I dormiu a sua última noite antes de ser assassinado, em 1 de fevereiro de 1908 (conservando-se intactos desde então os seus aposentos). No último reinado, o paço de Vila Viçosa acolheu ainda a visita do rei Afonso XIII de Espanha a D. Manuel II, em fevereiro de 1909.
O Palácio dos Carrancas foi adquirido em 1861 por D. Pedro V para servir de alojamento aos soberanos em visita ao norte do país. Embora necessitado de obras de reparação e melhoramentos, o edifício não sofreu alterações significativas, excetuando a extinção das instalações da fábrica.